# Shintaro Kurumaya
Shintaro Kuruyama (車屋 紳太郎, Kurumaya Shintaro) est un footballeur japonais né le 5 avril 1992 à Kumamoto. Il évolue au poste de latéral gauche[réf. nécessaire].

## Biographie
Lors de la saison 2017, il participe à la Ligue des champions d'Asie avec le club du Kawasaki Frontale[réf. nécessaire].

## Palmarès
Kawasaki Frontale
- Champion du Japon en 2017, 2018 et 2020
- Vainqueur de la Coupe de la Ligue japonaise en 2019
- Vainqueur de la Supercoupe du Japon en 2019 et 2021
- Vainqueur de la Coupe du Japon en 2020

## Statistiques
| Saison                | Club                     | Championnat           | Championnat | Championnat | Coupe nationale | Coupe nationale | Coupe de la Ligue | Coupe de la Ligue | Supercoupe | Supercoupe | Compétition(s) continentale(s) | Compétition(s) continentale(s) | Compétition(s) continentale(s) | Total | Total |
| Saison                | Club                     | Division              | M.          | B.          | M.              | B.              | M.                | B.                | M.         | B.         | Comp.                          | M.                             | B.                             | M.    | B.    |
| 2014                  | Kawasaki Frontale (prêt) | J League              | 2           | 0           | -               | -               | -                 | -                 | -          | -          | -                              | -                              | -                              | 2     | 0     |
| 2015                  | Kawasaki Frontale (prêt) | J League              | 30          | 0           | 1               | 0               | 5                 | 0                 | -          | -          | -                              | -                              | -                              | 36    | 0     |
| 2016                  | Kawasaki Frontale        | J League              | 31          | 1           | 6               | 1               | 5                 | 0                 | -          | -          | -                              | -                              | -                              | 42    | 2     |
| 2017                  | Kawasaki Frontale        | J League              | 34          | 0           | 3               | 0               | 3                 | 0                 | -          | -          | ACL                            | 10                             | 0                              | 50    | 0     |
| 2018                  | Kawasaki Frontale        | J League              | 31          | 0           | 2               | 0               | 0                 | 0                 | 1          | 0          | ACL                            | 4                              | 0                              | 38    | 0     |
| 2019                  | Kawasaki Frontale        | J League              | 27          | 0           | 3               | 1               | 5                 | 0                 | 1          | 0          | ACL                            | 3                              | 0                              | 39    | 1     |
| 2020                  | Kawasaki Frontale        | J League              | 22          | 1           | 2               | 0               | 3                 | 0                 | -          | -          | -                              | -                              | -                              | 27    | 1     |
| 2021                  | Kawasaki Frontale        | J League              | 31          | 1           | 4               | 0               | 1                 | 0                 | 1          | 0          | ACL                            | 6                              | 0                              | 43    | 1     |
| 2022                  | Kawasaki Frontale        | J League              | 19          | 1           | 2               | 0               | 1                 | 0                 | 1          | 0          | ACL                            | 5                              | 3                              | 28    | 4     |
| 2023                  | Kawasaki Frontale        | J League              | 19          | 1           | 2               | 0               | 4                 | 1                 | -          | -          | AFC                            | 1                              | 0                              | 26    | 2     |
| 2024                  | Kawasaki Frontale        | J League              | 3           | 0           | 1               | 0               | 1                 | 0                 | -          | -          | ACLE                           | 1                              | 0                              | 6     | 0     |
| 2025                  | Kawasaki Frontale        | J League              | 0           | 0           | -               | -               | -                 | -                 | -          | -          | -                              | -                              | -                              | 0     | 0     |
| Total sur la carrière | Total sur la carrière    | Total sur la carrière | 249         | 5           | 26              | 2               | 28                | 1                 | 4          | 0          | -                              | 30                             | 3                              | 337   | 11    |